# لورون ميرلان
لورون ميرلان (17 أكتوبر 1984 بمارسيليا في فرنسا - ) (بالفرنسية: Laurent Merlin)‏ هو لاعب كرة قدم فرنسي في مركز الهجوم. شارك مع منتخب فرنسا تحت 18 سنة لكرة القدم ومنتخب فرنسا تحت 19 سنة لكرة القدم ومنتخب فرنسا تحت 20 سنة لكرة القدم. أما مع النوادي، فقد لعب مع أولمبيك مارسيليا وباتريك أتلتيك ونادي أجاكسيو ونادي شاتورو ونادي شيفاز يو إس أي ونادي كاسي كارنو ولاتينا كالتشيو.

## روابط خارجية
- لورون ميرلان على موقع قاعدة بيانات كرة القدم.إي يو (الإنجليزية)